# Alpe-Adria Schipass
Alpe-Adria Schipass est le nom commercial désignant le regroupement de stations de ski situées dans le Land de Carinthie dans le sud de l'Autriche, en Frioul-Vénétie Julienne dans le nord-est de l'Italie, et en Haute-Carniole dans le nord-ouest de la Slovénie.

## Domaines skiables
Les domaines skiables, reliés entre eux uniquement par la route, sont les suivants :
- Autriche
  - „Amanlift“ (Villacher Alpe/Heiligengeist)
  - Dreiländereck
  - „Hrastilift“ (Freistritz/Gail)
  - Kötschach-Mauthen
  - Nassfeld
  - Weissbriach

- Italie
  - Forni di Sopra
  - Monte Lussari
  - Piancavallo
  - Sauris
  - Sella Nevea
  - Tarvisio
  - Zoncolan

- Slovénie
  - Kanin (commune de Bovec)